# 樊素安
樊素安（？—504年），北朝时东荆州蛮族起事领袖。北魏宣武帝景明四年（503年）在东荆州（今河南泌阳）率蛮族起事，自称皇帝。与南梁军队联合，多次大败魏军，北魏派李崇率军镇压，次年七月，樊素安被李崇和杨大眼擊斬。

## 年號
葉維庚《紀元通考》和李兆洛《紀元編》均記載樊素安的年號為「正始」，年份不明，李崇智認為是北魏宣武帝元恪的正始年號的誤載。